# Filip Bradarić
Filip Bradarić (hr[fǐlip brǎdaritɕ]; n. 11 ianuarie 1992, Split, Croația) este un mijlocaș de fotbal croat, care joacă pentru Cagliari și echipa națională de fotbal a Croației.

## Cariera pe echipe

### Hajduk Split
După ce a jucat pentru mai multe grupe de vârsta ale academiei de tineret de la Hajduk Split, Bradarić a fost împrumutat în vara anului 2011 la pentru echipa de liga a treia NK Primorac 1929, pentru două sezoane, fiind titular al echipei atât în liga a treia cât și în liga a doua a Croației. În vara lui 2013 a intrat în prima echipă a lui Hajduk, sub conducerea antrenorului Igor Tudor, care l-a debutat în Prima ligă la 13 iulie 2013, intrând în minutul 73 în locul lui Tonci Mujan în victoria scor 5-1 obținută împotriva lui NK Zadar.

### Rijeka
Pe 3 februarie 2015 Bradarić a semnat un contract pe un an cu HNK Rijeka. La 5 mai 2017, Bradarić a semnat prelungirea contractului cu HNK Rijeka până în iunie 2020.

### Cagliari
La 3 august 2018 a semnat un contract pe cinci ani cu Cagliari, începându-și astfel prima sa experiență în străinătate. La echipa din Sardinia a jucat alături de conaționalii lui Darijo Srna și Marko Pajac.

## Cariera la națională
În noiembrie 2016, Bradarić a primit prima sa convocare la echipa mare a Croației pentru meciurile împotriva Islandei și Irlandei de Nord. El și-a făcut debutul într-un amical împotriva Irlandei de Nord la 15 noiembrie 2016.
În luna mai 2018 a fost numit în lotul lărgit al Croației format din 32 de jucători pentru Campionatul Mondial din 2018 din Rusia. La 4 iunie 2018, Bradarić a fost inclus în lotul definitiv al Croației care a făcut deplasarea la Campionat Mondial. La 26 iunie 2018, el a intrat în locul lui Luka Modrić în minutul 65 al meciului din grupe împotriva Islandei, devenind al treilea jucător din istoria lui HNK Rijeka care a jucat la Campionatul Mondial.

## Statistici privind cariera

### Club
| Sezon                                 | Club          | Ligă          | Campionat | Campionat | Cupă    | Cupă   | Europa  | Europa | Total   | Total  |
| Sezon                                 | Club          | Ligă          | Meciuri   | Goluri    | Meciuri | Goluri | Meciuri | Goluri | Meciuri | Goluri |
| ------------------------------------- | ------------- | ------------- | --------- | --------- | ------- | ------ | ------- | ------ | ------- | ------ |
| 2011-2012                             | Primorac 1929 | 3. HNL        | 28        | 2         | -       | -      | -       | -      | 28      | 2      |
| 2012-2013                             | Primorac 1929 | 2. HNL        | 27        | 6         | -       | -      | -       | -      | 27      | 6      |
| Primorac                              | Primorac      | Primorac      | 55        | 8         | 0       | 0      | 0       | 0      | 55      | 8      |
| 2013-2014                             | Hajduk Split  | 1. HNL        | 25        | 1         | 4       | 1      | 1       | 0      | 30      | 2      |
| 2014-2015                             | Hajduk Split  | 1. HNL        | 13        | 1         | 2       | 0      | 3       | 0      | 18      | 1      |
| Hajduk                                | Hajduk        | Hajduk        | 38        | 2         | 6       | 1      | 4       | 0      | 48      | 3      |
| 2014-2015                             | Rijeka        | 1. HNL        | 15        | 1         | 2       | 0      | -       | -      | 17      | 1      |
| 2015-2016                             | Rijeka        | 1. HNL        | 26        | 1         | 5       | 1      | 2       | 0      | 33      | 2      |
| 2016-2017                             | Rijeka        | 1. HNL        | 33        | 2         | 6       | 0      | 1       | 0      | 40      | 2      |
| 2017-2018                             | Rijeka        | 1. HNL        | 29        | 3         | 2       | 0      | 11      | 0      | 42      | 3      |
| Rijeka                                | Rijeka        | Rijeka        | 103       | 7         | 15      | 1      | 14      | 0      | 132     | 8      |
| 2018-2019                             | Cagliari      | Serie A       | 19        | 0         | 2       | 0      | -       | -      | 21      | 0      |
| Total carieră                         | Total carieră | Total carieră | 215       | 17        | 23      | 2      | 18      | 0      | 256     | 19     |
| Ultima actualizare: 20 ianuarie 2019. |               |               |           |           |         |        |         |        |         |        |

### Meciuri la națională
Până pe 15 octombrie 2018
| Echipa națională | An    | Meciuri | Goluri |
| ---------------- | ----- | ------- | ------ |
| Croația          | 2016  | 1       | 0      |
| Croația          | 2017  | 1       | 0      |
| Croația          | 2018  | 4       | 0      |
| Total            | Total | 6       | 0      |

## Titluri
Primorac 1929
- Promovare din a Treia Ligă de Fotbal a Croației: 2011-12

HNK Rijeka
- Prima Ligă de Fotbal a Croației : 2016-2017
- Cupa Croației: 2016-2017

Croația
- Campionatul Mondial: finalist în 2018[14]

Decorații
- Ordinul ducele Branimir cu panglică: 2018[15]